# Faecalibacterium prausnitzii
Faecalibacterium prausnitzii è una specie di batterio appartenente alla famiglia delle Ruminococcaceae.